# Adjarianos
Os adjarianos, também conhecidos como adjares, adjaranos, ajares, ajarianos, ajaranos, acharianos, achares, adzares, adzarianos, aadzhares, ajareli, achareli, ach'areli, adzhareli e adzhartsy (em georgiano: აჭარლები, transl.: acarlebi; em turco:  acaralılar) são um grupo étnico georgiano cujos membros vivem maioritariamente na região de Ajária, no sudoeste da Geórgia, embora também existam comunidades importantes nas províncias georgianas de Gúria, Baixa Ibéria e Caquécia, bem como em diversas áreas do nordeste da Turquia.

## Língua
Os adjarianos falam adjariano, um dialeto do georgiano aparentado com o que é falado na província vizinha de Gúria, mas com vários termos provenientes do turco e características comuns com as línguas zan, laz e mingreliana, ambas fortemente aparentadas com o georgiano e incluídas na família das línguas caucasianas meridionais.

## Território
Os adjarianos teem a sua própria unidade territorial, a República Autónoma de Ajária, fundada em 16 de julho de 1921 como República Soviética Socialista Autónoma de Ajária.

## Apontamento histórico
No século XVI os otomanos conquistaram amplas zonas do sudoeste da Geórgia. Muitas comunidades locais converteram-se ao Islão e adotaram a língua turca, principalmente nos séculos XVII e XVIII.
Durante a guerra russo-otomana de 1877–1878, o Império Russo expandiu as suas conquistas no sul da Geórgia, iniciadas no início do século. A guerra terminou com a cedência das áreas de Artvim, Ardacane, Batumi, Carse, Oltu (na província de Erzurum) e Doğubeyazıt (na província de Are) à Rússia nos tratados de Santo Estêvão e de Berlim.
A Revolução Russa de 1917 e a consequente guerra civil trouxe a autonomia à Transcaucásia (Arménia, Geórgia e Azerbaijão), o que permitiu a esta região assinar um armistício diretamente com os otomanos, mas estes também negociaram com o governo bolchevique de Moscovo, que não controlavam a região. Após alguns avanços e recuos diplomáticos envolvendo várias partes (governo otomano, os aliados vencedores da Primeira Guerra Mundial que na prática controlavam o governo otomano, governo soviético e nacionalistas turcos), as fronteiras entre a União Soviética e a Turquia[a] acabaram por ser fixadas definitivamente com o Tratado de Carse, assinado naquela cidade em 23 de outubro de 1921, na qual a União Soviética reconhecia o domínio da Turquia sobre todos os territórios acima referidos conquistados pela Rússia no século XIX exceto Batumi, a capital da Ajária.

## Religião

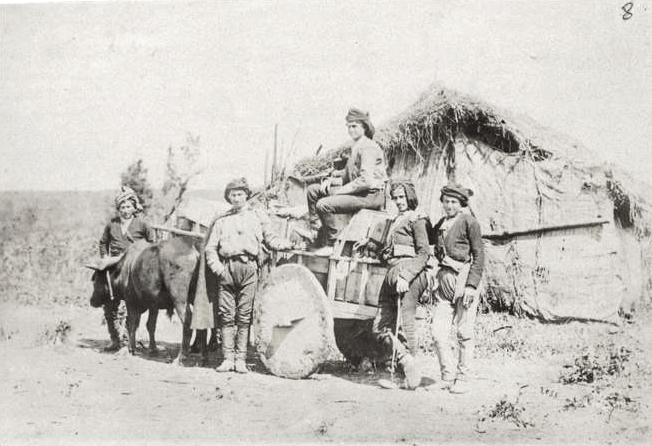
Adjarianos durante a guerra russo-otomana de 1877–1878.

Os georgianos de Ajádia eram geralmente classificados como "georgianos muçulmanos" até ao censo soviético de 1926, que os apresentou como adjarianos, separadamente do resto dos georgianos. Nesse censo foram contabilizados 71 498 adjarianos. Nos censos subsequentes (1939-1989), os adjarianos foram contabilizados juntamente com os outros georgianos, pois nenhum censo oficial soviético inquiria a religião. Na década de 1920, a resistência dos adjarianos à supressão da religião e à coletivização compulsória, fez com que muitos deles fossem deportados para a Ásia Central.[carece de fontes?]
O colapso da União Soviética e o restabelecimento da independência da Geórgia acelerou a cristianização, especialmente entre os jovens, um processo alegadamente encorajado pelas autoridades governamentais. No entanto, um número significativo de adjarianos permanece muçulmano sunita. De acordo com estimativas recentes do Departamento de Estatística de Ajária, 63% dos adjarianos segue o rito da Igreja Ortodoxa Georgiana e 30% são muçulmanos.[b][carece de fontes?]
Os adjarianos da Turquia, por vezes designados como chveneburi [c] são muçulmanos.[carece de fontes?]

## Adjarianos famosos

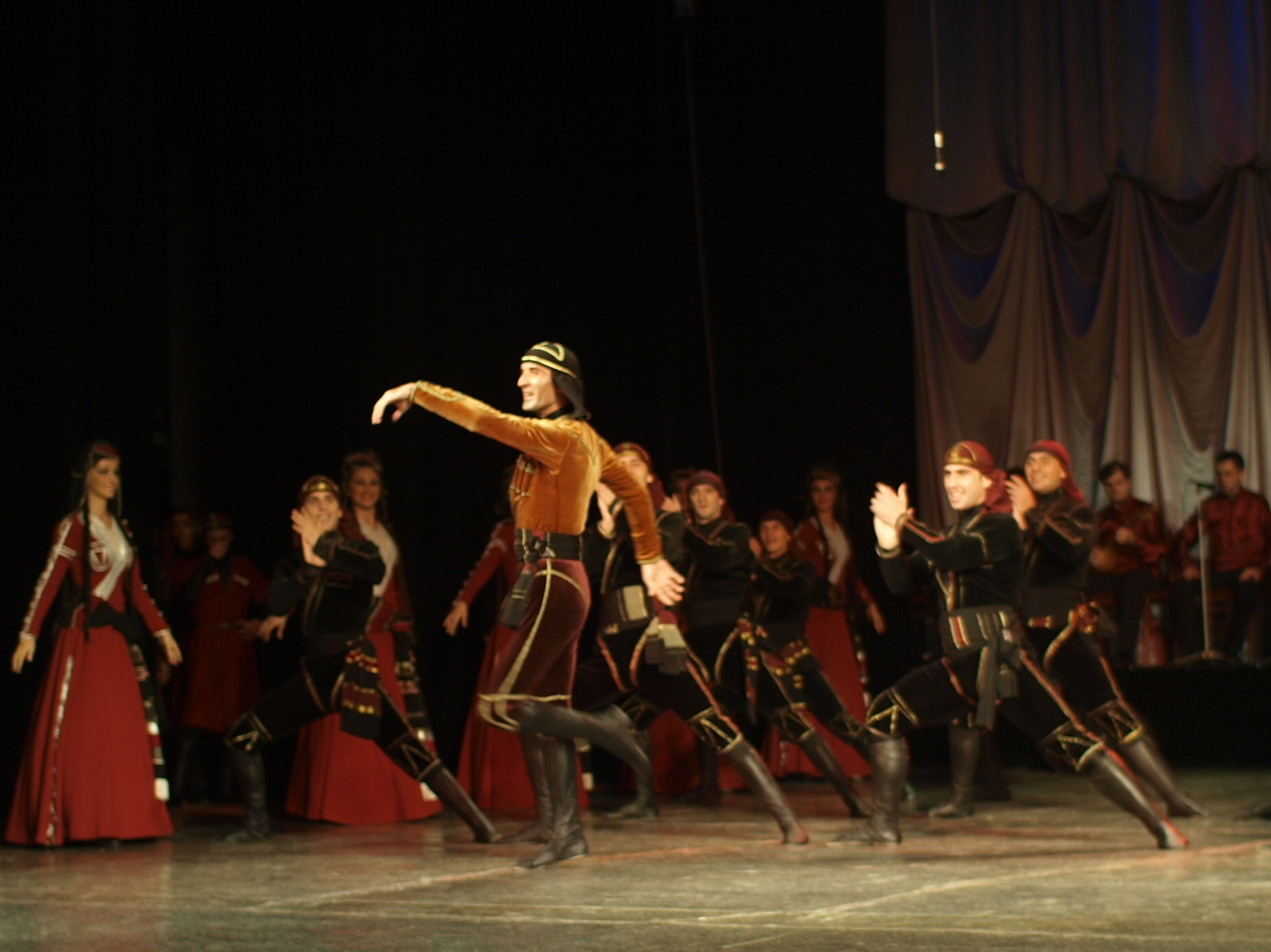
Grupo de danças adjarianas.

- Tbeli Abuserisdze (1190-1240), escritor e cientista
- Memed Abashidze (1873-1941), líder político do georgianos muçulmanos
- Aslan Abashidze (1938-), antigo líder político regional
- Konstantin Meladze (1963-), compositor russo de origem adjare
- Zurab Nogaideli (1964-), primeiro-ministro da Geórgia entre 2005 e 2007
- Valery Meladze (1965-), cantor russo de origem adjare
- Nino Katamadze (1972-), cantora de jazz
- Levan Varshalomidze (1973-), líder da República autónoma de Ajária
- Sopho Khalvashi (1986-), cantora